# مشبك ملابس

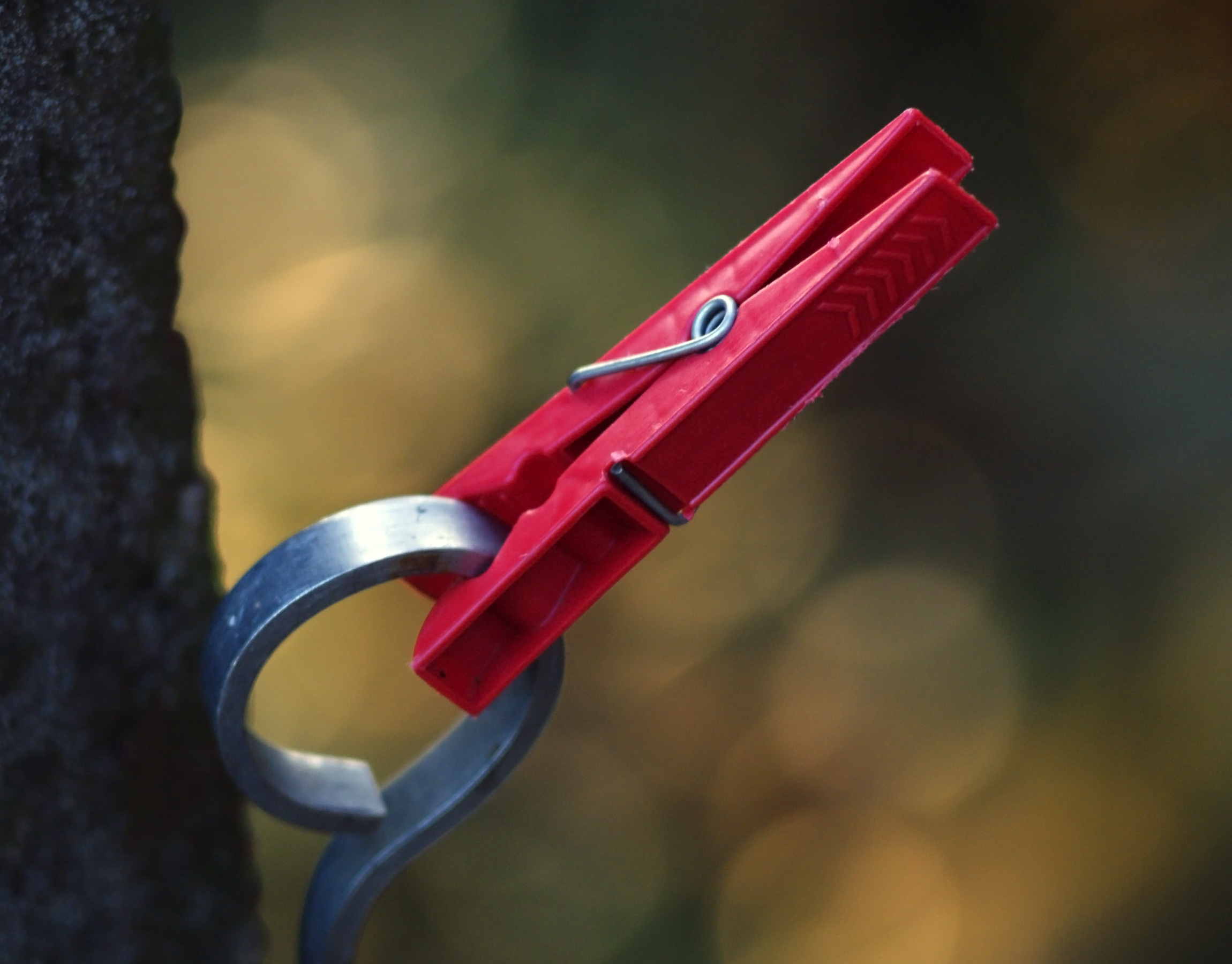
مشبك غسيل بلاستيكي

مشبك أو ملقط الملابس هو أداة تثبيت له العديد من التصميمات يُستخدم لتعليق الملابس على حبل لتجف.